# ドレスデン空港
ドレスデン空港（Flughafen Dresden）は、ドイツ・ザクセン州の州都ドレスデンにある国際空港である。

## 歴史
ドレスデン空港は、1935年7月11日ドレスデン北部クローチェ地区に開設された。
最初の計画では商用空港として計画されたが、アドルフ・ヒトラーの第三帝国の下軍事的な利用の重要度が劇的に高まった。第二次世界大戦中はもっぱら軍事利用のために供された。 戦時中、ドレスデンは連合軍に壊滅的な攻撃を受けたが、空港は空港職員の抵抗により建物や施設の破壊を免れた。
終戦の翌年、空港は旧ソビエト軍の教育センターとして使われる。 再び、商用空港として開かれたのは1957年6月16日である。1959年に東側の重要国との間で国際運航が再開された。
1950年中頃、旧東ドイツ政府は自らの手で航空産業を開発することを決断し、ジェット旅客機バーデ 152の開発を開始した。その中心的な場所として当空港の重要性が高まった。しかしながら、1961年早くも旧東独政府はその試みが失敗であると悟ってしまった。既存の工場は整備作業や小規模な航空産業の開発や生産に使われるのみであった。
その後、ドイツが再統一されると空港は拡張され西欧諸国の首都などを結ぶ路線が追加された。交通量は1990年代前半には7倍に増加し1995年に第２ターミナルがオープンする。2001年には第3ターミナルがオープンしさらに
ターミナルは拡張されている。これにあわせて、ドレスデン中心部と空港を結ぶ鉄道アクセスであるドレスデンSバーンも開業している。
ルフトハンザドイツ航空サービス・ドレスデン社（ルフトハンザの子会社）が当空港で旅客サービスを供している。2006年度の総旅客数は約183万人である。

## 就航路線

### 国内線
- ユーロウイングス
  - ケルン・ボン空港、シュトゥットガルト空港
- ルフトハンザドイツ航空
  - デュッセルドルフ空港、フランクフルト空港、ミュンヘン国際空港
- コンドル航空
  - ミュンヘン国際空港

### 国際線
- ライアンエア
  - ロンドン・スタンステッド空港
- KLMオランダ航空
  - アムステルダム・スキポール空港
- スイス インターナショナル エアラインズ
  - チューリッヒ空港
- コレンドン航空
  - アンタルヤ空港

## 空港へのアクセス

### 鉄道
- ターミナルより鉄道アクセスとしてドレスデンSバーンのS2系統がドレスデン中央駅などドレスデン中心部と直結している。